# Telve (Insel)
Telve, auch Telvemaa, ist eine unbewohnte Insel, die 890 Meter von der größten estnischen Insel Saaremaa entfernt in der Ostsee liegt. Die begrünte Insel gehört zur Landgemeinde Saaremaa im Kreis Saare und zum Nationalpark Vilsandi. Jagen ist auf der Insel verboten.